# Xã Sheridan, Quận Logan, Illinois
Xã Sheridan (tiếng Anh: Sheridan Township) là một xã thuộc quận Logan, tiểu bang Illinois, Hoa Kỳ. Năm 2010, dân số của xã này là 477 người.